# Una Voce

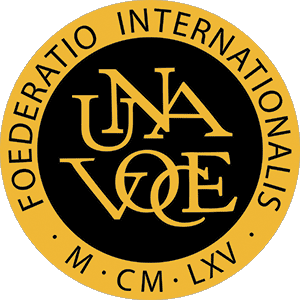

Una Voce, naar de openingswoorden van de prefatie van het Romeinse Canon, is een internationale federatie van katholieke verenigingen die de Tridentijnse liturgie genegen zijn.
Una Voce werd opgericht in 1966 en heeft tegenwoordig verenigingen in 28 landen.  Naast de promotie van het Romeins Missaal zoals het werd vastgelegd door de Heilige Pius V, zet Una Voce zich ook in voor het gebruik van Gregoriaanse zang en polyfone muziek in de liturgie.
De componisten Maurice Duruflé and Olivier Messiaen waren beiden lid van deze vereniging.

## Voorzitters
- 1966-1995 : Eric de Saventhem (Una Voce Duitsland)
- 1995-2004 : Michael Davies (The Latin Mass Society of England and Wales)
- 2004-2005 : Ralf Siebenbürger (Una Voce Oostenrijk)
- 2005-2006 : Fra’ Fredrik Crichton-Stuart (Una Voce Schotland)
- 2006-2007 : Jack Oostveen (Ecclesia Dei Delft uit Nederland)
- 2007-2013 : Leo Darroch (The Latin Mass Society of England and Wales)
- 2013- heden: James Bogle of Gilmorehill (UV Australia)

## Bestuur (verkozen in 2011)
- Leo Darroch (The Latin Mass Society of England and Wales);
- Jack Oostveen (Ecclesia Dei Delft, Nederland);
- Jason King (Una Voce America);
- Patrick Banken (Una Voce France);
- Thomas Murphy (St. Conleth’s Catholic Heritage Association, Ireland);
- Monika Rheinschmitt (Pro Missa Tridentina, Deutschland);
- Oleg-Michael Martynov (Una Voce Russia);
- Fabio Marino (Coordinamento di Una Voce delle Venezie, Italia);
- Carlos Antonio Palad (Ecclesia Dei Society of St. Joseph, Philippines);
- David Reid (Vancouver Traditional Mass Society of Canada);
- Rodolfo Vargas Rubio (Roma Aeterna, España);
- Joseph Shaw (The Latin Mass Society of England and Wales);
- Felipe Alanis Suarez (Una Voce Mexico);
- Diane Taylor (Ecclesia Dei Society of New Zealand);
- Godwin Xuereb (Pro Tridentina, Malta).